# Loenen (Veluwe)

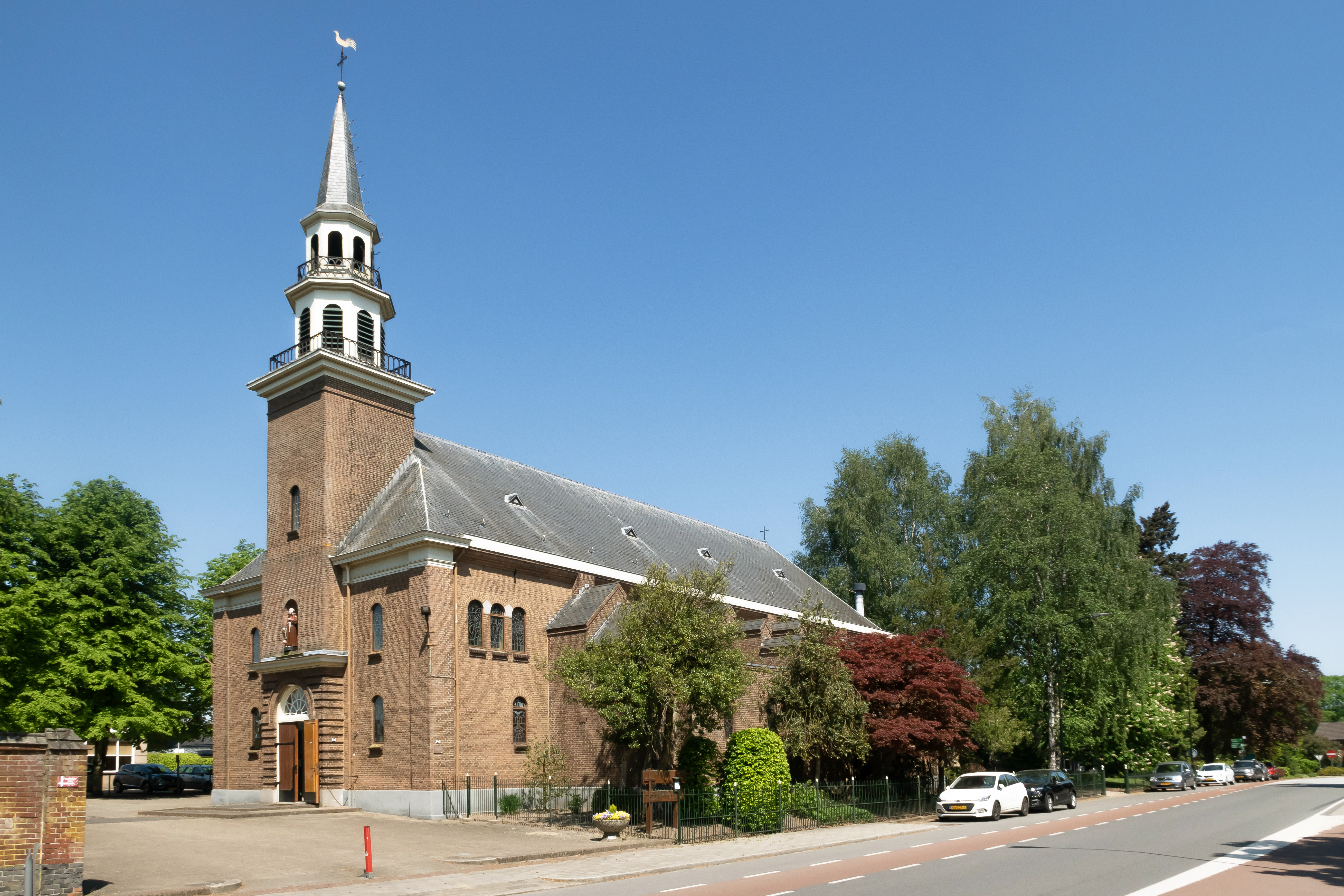
Katholieke kerk te Loenen

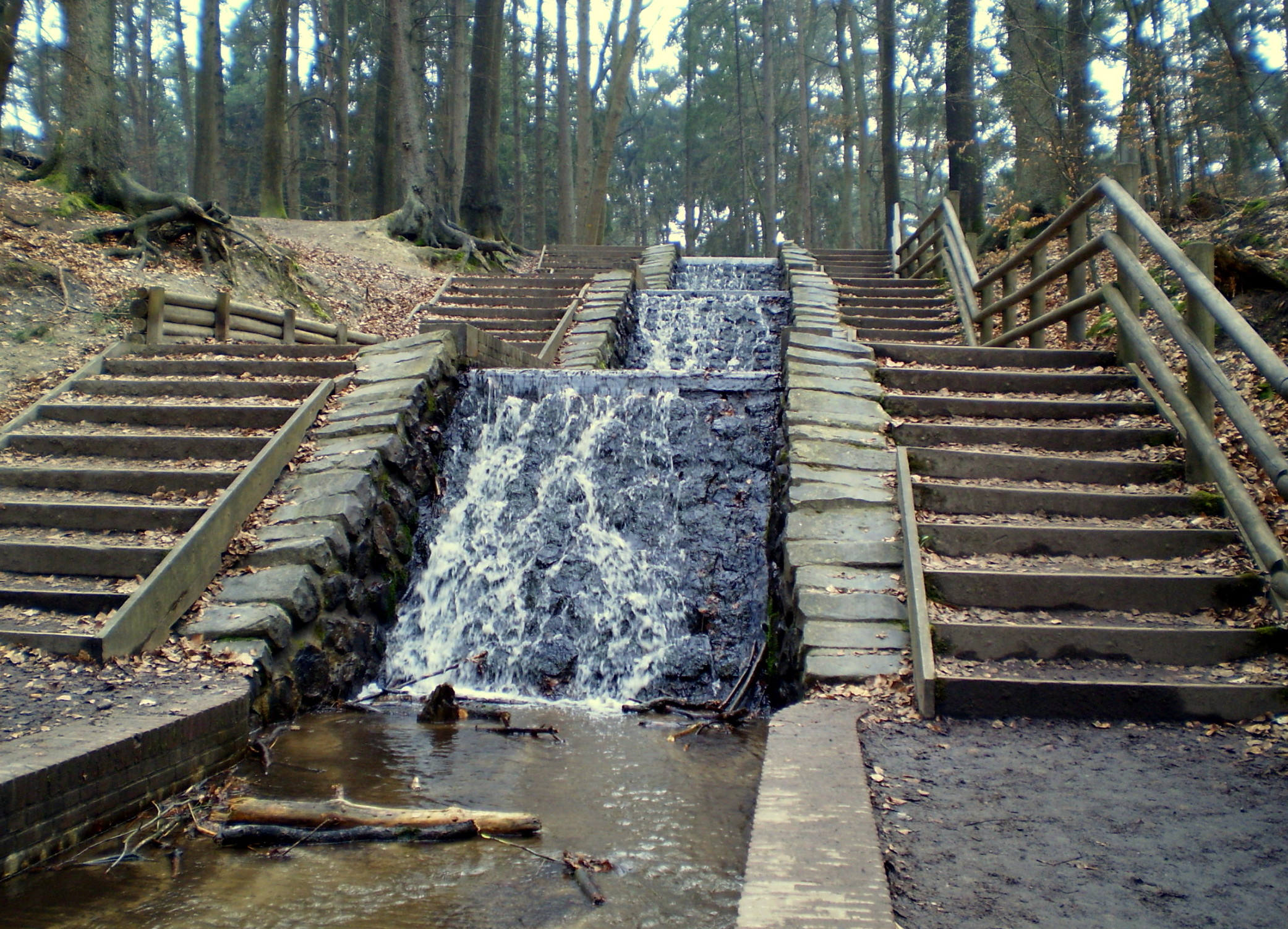
(Grote) Loenense waterval

Loenen (Nedersaksisch: Loen'n) is een dorp en voormalige gemeente aan de rand van de Veluwe, deel uitmakend van de gemeente Apeldoorn, in de Nederlandse provincie Gelderland. Het dorp wordt vaak aangeduid als Loenen op de Veluwe, ter onderscheiding van Loenen aan de Vecht in de provincie Utrecht.

## Geschiedenis
Loenen is ontstaan uit twee buurtschappen, die oudtijds bekend waren onder de namen Lona (eerder Luona) en Sulvenda (eerder Sulvalda), de tegenwoordige wijk Zilven). Deze plaatsen worden vermeld in een schenkingsakte uit 838, waarin graaf Rodgar het vruchtgebruik van beide aan de kerk van Sint Maarten te Utrecht schenkt. Onder Loenen valt ook de buurtschap Veldhuizen.
Aan de Dalenk te Loenen werd in 2013 tijdens een archeologische opgraving gezocht naar sporen van boerenerven met schuurtjes en afvalkuilen uit de Vroege Middeleeuwen. Aldaar gevonden ijzerslakken duidden op ijzerproductie en de aanwezigheid van ijzerovens. Aan de Hameinde werden in 2017 vondsten uit verschillende perioden aangetroffen, waarvan de oudste teruggaat tot 5000 voor Christus, maar ook sporen van hutkommen, die mogelijk met de middeleeuwse ijzerindustrie verband houden.
In het noordoosten van Loenen ligt het kasteel Ter Horst, dat in 1557 op de restanten van een middeleeuwse voorganger werd gebouwd voor de burgemeester van Arnhem, Wijnand van Hackfort. Aan diens familiewapen ontleent Loenen de Franse lelies in zijn eigen wapen. In 1653 werd Loenen een zelfstandig kerkdorp (kerspel). Later werd Loenen gevoegd bij Ambt Apeldoorn.
In 1811, één jaar na de inlijving van de Noordelijke Nederlanden bij het Franse Keizerrijk werd het ambt Apeldoorn verdeeld in drie mairies (gemeentes), en werden Apeldoorn, Loenen, evenals het naburige Beekbergen, als zelfstandige gemeente ingesteld. Hiermee werd de oude kerspelindeling van 1653 hersteld. Deze situatie bleef zelfs enige tijd na het einde van de Franse tijd in 1813 bestaan. In 1818 wordt een nieuwe bestuurlijke indeling van kracht. De drie mairies werden toen weer samengevoegd tot één gemeente, Apeldoorn. In de korte tijd dat Loenen een zelfstandige gemeente was zijn er twee burgemeesters geweest.
- Adam Caspar Willem Nies 1811-1813 (ten tijde van het Eerste Franse Keizerrijk)
- Olivier Gerrit Willem Joseph Hacfort tot ter Horst 1813-1818 (ten tijde van het Vorstendom der Nederlanden en Verenigd Koninkrijk der Nederlanden)

Van 2 juli 1887 tot 1 augustus 1950 beschikte Loenen in de buurtschap Veldhuizen over Station Loenen, een spoorwegstation aan de spoorlijn Dieren - Apeldoorn. Tegenwoordig is er een halte van de toeristische Veluwsche Stoomtrein Maatschappij. Direct hiernaast ligt het voormalige militair mobilisatiecomplex (MOB) Veldhuizen, dat sinds 2018 als kleinschalig industriegebied in gebruik is.

## Geboren
- Willem Albert Scholten (1819-1892), industrieel
- Antonius van Wijnbergen (1869-1950), politicus

## Bezienswaardigheden
- Protestantse Kerk
- Even ten westen en ten noordwesten van Loenen liggen de twee (kunstmatige)  Loenense watervallen, met het grootste hoogteverschil van Nederland.
- Papierfabriek De Middelste Molen aan het Apeldoorns Kanaal is een van de drie plaatsen in Nederland waar nog op ouderwetse wijze papier wordt gemaakt.
- Ten zuidwesten van Loenen ligt het bos- en heidegebied de Loenermark met haar schaapskooi en ten zuiden daarvan de Zilvensche heide waar zich de monumentale ijkbasis van het Nederlandse landmeetkundige driehoeksnet bevindt.
- In het noordoosten van Loenen ligt Kasteel Ter Horst.
- Het Ereveld Loenen, een erebegraafplaats met slachtoffers uit de Tweede Wereldoorlog.